# Saison 3 de Dawson
 (août 2019).
Si vous disposez d'ouvrages ou d'articles de référence ou si vous connaissez des sites web de qualité traitant du thème abordé ici, merci de compléter l'article en donnant les références utiles à sa vérifiabilité et en les liant à la section « Notes et références ».
Chronologie
Saison 2 Saison 4
Cet article présente les synopsis de tous les épisodes de la saison 3 de la série télévisée Dawson (Dawson's Creek) composée de 23 épisodes.
Cette saison se déroule pendant la première année de lycée des personnages à Capeside. Il y a eu plusieurs changements de casting par rapport à la saison 2. Kerr smith et Meredith monroe intègrent la distribution principale de la série dans les rôles respectifs de jack et Andie Mcphee. Ils avaient déjà occupé des rôles récurrents dans la précédente saison , smith apparaissait déjà dans vingt-épisodes tandis que Monroe dans vingt et un.

## Synopsis de la saison
Cette saison reprend alors que Dawson et Joey ne se sont pas parlé de l'été à la suite de leur rupture dont elle ne s'est toujours pas vraiment remise... Quant à Dawson il semble plutôt bien vivre la chose...

## Distribution

### Acteurs principaux
- Dawson Leery(VF:Thierry wermuth) : James Van Der Beek (23/23)
- Joséphine Joey Potter(VF:Alexandra Garijo): Katie Holmes (23/23)
- Pacey Witter(VF:Alexandre Gillet):Joshua Jackson (22/23)
- Jen Lindley(VF:Valérie siclay): Michelle Williams (21/23)
- Jack McPhee(VF:Hervé Rey) : Kerr Smith (20/23)
- Andie McPhee(VF:Barbara Delsol):Meredith Monroe (22/23)
- Evelyn Ryan alias Gram : Mary Beth Peil

## Épisodes

### Épisode 1: La nouvelle Eve
- Titre original : Like a Virgin
- Numéro de production : 36(3-1)
- Code de production : 301
- Première diffusion :
  - États-Unis : 29 septembre 1999
  - France : 10 septembre 2000
  - Québec: 2 septembre 2000
- Réalisation : Greg Prange
- Scénario : Tammy Ader
- Audiences États-Unis: 6,05 millions de téléspectateurs (première diffusion)
- Invités
- Brittany Daniel (Eve)
- Résumé détaillé :

De retour de vacances à Philadelphie, Dawson sympathise avec Eve, une belle jeune femme blonde qui est en fait une strip-teaseuse. Mitch quant à lui devient entraîneur pour l’équipe de football du lycée.
Commentaires:
Meredith monroe est absente de cet épisode.

#### Épisode 2: L’expérience inédite
- Titre original : Homecoming
- Numéro de production : 37(3-2)
- Code de production : 302
- Première diffusion :
  - États-Unis : 06 octobre 1999
  - France : 17 septembre 2000
  - Québec: 2 septembre 2000
- Réalisation : Melanie Mayron
- Scénario : Greg Berlanti
- Audiences  États-Unis :5,39 millions de téléspectateurs (première diffusion)
- Invités : Obba Babatunde (Howard Green)
- Résumé détaillé :

Dawson est manipulé par son père et le nouveau directeur de l’école pour produire un film sur le football. Jen est la nouvelle pom pom girl en chef et jack est la nouvelle star de l’équipe de football du lycée ce qui surprend Pacey, Joey et Andie qui regardent depuis les tribunes.

### Épisode 3: Tricheur, Tricheur
- Titre original : None of the above
- Numéro de production : 38(3-3)
- Code de production : 303
- Première diffusion :
  - États-Unis : 13 octobre 1999
  - France : 24 septembre 2000
  - Québec:9 septembre 2000
- Réalisation : Patrick Norris
- Scénario : Bonnie Schneider & Hadley Davis
- Audiences États-Unis :5,83 millions de téléspectateurs (première diffusion)
- Résumé détaillé :

Jack est ferme sur sa décision d’arrêter le football, mais Jen essaye de lui faire croire le contraire.

#### Épisode 4: L’étoffe du Héros
- Titre original : Home Movies
- Numéro de production : 39(3-4)
- Code de production : 304
- Réalisation : Nick Marck
- Scénario :  Jeffrey Stepakoff
- Première diffusion :
  - États-Unis : 20 octobre 1999
  - France : 1er octobre 2000
  - Québec: 9 septembre 2000
- Audiences  États-Unis:4,92 millions de téléspectateurs (première diffusion)
- Résumé détaillé :

Mitch et Dawson sont en désaccord à cause de la proposition de Gail de produire un reportage mettant en vedette jack le premier footballeur homosexuel de Capeside craignant pour le match à venir. Jen envisage de quitter son poste de chef de pom pom girl mais ses coéquipières tentent de l’en dissuader surtout lorsqu’elle est nommée reine du bal.

#### Épisode 5: Les demoiselles de Capeside
- Titre original : indian summer
- Numéro de production : 40(3-5)
- Code de production : 305
- Première diffusion :
  - États-Unis : 27 octobre 1999
  - France : 08 octobre 2000
  - Québec:16 septembre 2000
- Réalisation : Lou Antonio
- Scénario :  Gina Fattore et Tom Kapinos
- Audiences États-Unis:4,34 millions de téléspectateurs (première diffusion)
- Résumé détaillé :

Dawson découvre d’étranges révélations sur son amie Eve, déjà qu’elle n’est pas inscrite dans son école.

#### Épisode 6: Miss jenny et son chauffeur
- Titre original : Secret and lies
- Numéro de production : 41(3-6)
- Code de production : 306
- Première diffusion :
  - États-Unis : 10 novembre 1999
  - France : 15 octobre 2000
  - Québec:16 septembre 2000
- Réalisation : Greg Prange
- Scénario : Greg Berlanti et Alex Gansa
- Audiences  États-Unis :4,47 millions de téléspectateurs (première diffusion)
- Résumé détaillé :

Dawson se demande s’il doit révéler la vérité sur Eve à Jen, qui a déjà quitté la ville.
Commentaires 
Kerr smith est absent de cet épisode.

#### Épisode 7: La peur aux trousses
- Titre original : Escape from witch island
- Numéro de production : 42(3-7)
- Code de production : 307
- Première diffusion :
  - États-Unis : 17 novembre 1999
  - France : 22 octobre 2000
  - Québec:23 septembre 2000
- Réalisation : James Whitmore jr
- Scénario : Tom Kapinos
- Audiences  États-Unis:5,26 millions de téléspectateurs (première diffusion)
- Résumé détaillé :

Pour donner un peu de piquant à un projet scolaire ennuyeux, Dawson décide de réaliser un documentaire, avec l’aide de Joey, Pacey et Jen.

### Épisode 8: La grosse bouffe
- Titre original : Guess Who’s coming to Dinner
- Numéro de production : 43(3-8)
- Code de production : 308
- Première diffusion :
  - États-Unis : 24 novembre 1999
  - France : 29 octobre 2000
  - Québec:23 septembre 2000
- Réalisation : James Charleston
- Scénario : Heidi Ferrer
- Audiences  États-Unis:4,05 millions de téléspectateurs (première diffusion)
- Résumé détaillé :

Lorsque la mère de Jen, Helen, arrive à l’improviste à Capeside pour passer Thanksgiving avec sa mère et sa fille, Dawson lui révèle ce qu’il sait sur Eve.

### Épisode 9: Petit Dancing
- Titre original : Four to Tango
- Numéro de production : 44(3-9)
- Code de production : 309
- Première diffusion :
  - États-Unis : 1er décembre 1999
  - France : 05 novembre 2000
  - Québec:30 septembre 2000
- Réalisation : James Whitmore Jr
- Scénario : Gina Fattore
- Audiences  États-Unis:4,37 millions de téléspectateurs (première diffusion)
- Résumé détaillé :

Joey, qui veut obtenir une bourse universitaire, s’inscrit dans une école de danse locale. Elle choisit Pacey comme partenaire de danse. Mais en raison d’un malentendu énoncé par la professeur de danse, Dawson pense que les deux ont une liaison.

### Épisode 10: Les quatre filles du docteur
- Titre original : First encounters of the close kind
- Numéro de production : 45(3-10)
- Code de production : 310
- Première diffusion :
  - États-Unis : 15 décembre 1999
  - France : 12 novembre 2000
  - Québec:30 septembre 2000
- Réalisation : Greg Prange
- Scénario : Leslie Ray
- Audiences  États-Unis 2,96 millions de téléspectateurs (première diffusion)
- Résumé détaillé :

Dawson, Joey, Jack et Andie passent leurs week-end dans une université de Boston pour découvrir ce que c’est d’être étudiant. Dawson est critiqué pour son documentaire lors d’un festival de films étudiants, Joey quant à elle sympathise avec AJ Moller, qui est étudiante en anglais et assistante d’enseignement. Andie cherche des conseils pour un entretien d’admission avancé et trouve l’inspiration auprès d’une source inattendue. Jack quant à lui découvre la communauté gay du campus et sympathise avec Ethan Brody qui vit tout comme lui à Capeside. À la fin du week-end quatre potentiel relation s’offre à eux: Joey reste en contact avec AJ, Jack et Ethan,  Dawson et une cinéaste Nikki Green qui s’avère être la fille du directeur. 

#### Épisode 11: Les grandes illusions
- Titre original : Barefoot at capefest
- Numéro de production : 46(3-11)
- Code de production : 311
- Première diffusion :
  - États-Unis : 12 janvier 2000
  - France : 19 novembre 2000
  - Québec:7 octobre 2000
- Réalisation : Jan Eliasberg

- Scénario : Bonnie Schneider et Hadley Davis
- Audiences  États-Unis:3,42 millions de téléspectateurs (première diffusion)
- Résumé détaillé :

Nikki concurrence Dawson en ce qui concerne le cinéma. Pacey et Andie jouent tous les deux dans la version théâtrale du film Barefoot in the park, ce qui les met dans une mauvaise position.

#### Épisode 12: Dans la froideur de la nuit
- Titre original : A weekend in the country
- Numéro de production : 47(3-12)
- Code de production : 312
- Première diffusion :
  - États-Unis : 19 janvier 2000
  - France : 26 novembre 2000
  - Québec:7 octobre 2000
- Réalisation : Michael Katleman
- Scénario : Jeffrey Stepakoff
- Audiences  États-Unis 4,10 millions de téléspectateurs (première diffusion)
- Résumé détaillé :

Tout le monde se rassemblent pour soutenir l’ouverture de la chambre d’hôtes des Potter. Mitch encourage Gail pour son projet de restauration.

#### Épisode 13: Le Pacey aurore picture show
- Titre original : Nothern Lights
- Numéro de production : 48(3-13)
- Code de production : 313
- Première diffusion :
  - États-Unis : 26 janvier 2000
  - France : 03 décembre 2000
  - Québec: 14 octobre 2000
- Réalisation : Jay Tobias
- Scénario : Gina Fattore
- Audiences  États-Unis 4,18 millions de téléspectateurs (première diffusion)
- Résumé détaillé :

Dawson manque d’inspirations pour ses cours de cinéma, il décide de prendre une pause pour penser à sa vie. Mr Broderick le metteur en scène tombe malade le jour de la représentation de la pièce de théâtre, Andie le remplace à l’improviste.

#### Épisode 14: Gardés à vue
- Titre original : Valentine’s day massacre
- Numéro de production : 49(3-14)
- Code de production : 314
- Première diffusion :
  - États-Unis : 02 février 2000
  - France : 10 décembre 2000
  - Québec:14 octobre 2000
- Réalisation : Sandy Smolan
- Scénario : Tom Kapinos
- Audiences  États-Unis:3,42 millions de téléspectateurs (première diffusion)
- Résumé détaillé :

Une fête organisée pour la saint Valentin tourne au chaos lorsque le groupe a été arrêté et mis en garde à vue. Pacey est amoureux de Joey.

#### Épisode 15: Le mauvais goût des autres
- Titre original : crime and punishment
- Numéro de production : 50(3-15)
- Code de production : 315
- Première diffusion :
  - États-Unis : 09 février 2000
  - France : 17 décembre 2000
  - Québec:21 octobre 2000
- Réalisation : Joe Napolitano
- Scénario : Gina Fattore
- Audiences  États-Unis:4,38 millions de téléspectateurs (première diffusion)
- Résumé détaillé :

Le lien entre Pacey et Joey se renforce lorsque Dawson teste par inadvertance l’intérêt sincère de Pacey pour elle.

#### Épisode 16: Démission impossible
- Titre original : To Green, with love
- Numéro de production : 51(3-16)
- Code de production : 316
- Première diffusion :
  - États-Unis : 16 février 2000
  - France : 07 janvier 2001
  - Québec:21 octobre 2000
- Réalisation : Kenneth Frink
- Scénario : Gina Fattore
- Audiences  États-Unis:4,00 millions de téléspectateurs (première diffusion)
- Résumé détaillé :

Gail refuse de soutenir la démission du principal Green en raison du fait qu’elle souhaite ouvrir son restaurant.

#### Épisode 17: Nurse Pacey
- Titre original : Cinderella story
- Numéro de production : 52(3-17)
- Code de production : 317
- Première diffusion :
  - États-Unis : 1er mars 2000
  - France : 14 janvier 2001
  - Québec:28 octobre 2000
- Réalisation : Janice Cooke-Leonard
- Scénario : Jeffrey stepakoff
- Audiences États-Unis:4,45 millions de téléspectateurs (première diffusion)
- Résumé détaillé :

Pacey et Joey s’en vont à la gare pour son rendez-vous avec AJ à Boston, mais Pacey lui dit de ne pas se faire trop d’illusions. Jen, jack et Andie aident Dawson et Gail au restaurant. Pacey avoue enfin ses sentiments à Joey.

#### Épisode 18: Les petits randonneurs
- Titre original : Neverland

- Numéro de production : 53 (3-18)
- Code de production : 318
- Première diffusion :
  - États-Unis : 05 avril 2000
  - France : 21 janvier 2001
  - Québec:28 octobre 2000
- Réalisation : Patrick Norris
- Scénario : Maggie Friedman
- Audiences  États-Unis:4,11 millions de téléspectateurs (première diffusion)
- Résumé détaillé :

Après qu’il est embrassé Joey, Pacey craint la réaction de son ami Dawson à l’annonce de la récente union avec son ex petite amie.

#### Épisode 19: On connait bien la chanson
- Titre original : Stolen kisses
- Numéro de production : 54(3-19)
- Code de production : 319
- Première diffusion :
  - États-Unis : 26 avril 2000
  - France : 28 janvier 2001
  - Québec:4 novembre 2000
- Réalisation : Greg Prange
- Scénario : Tom Kapinos
- Audiences  États-Unis:4,00 millions de téléspectateurs (première diffusion)
- Invités :
  - Sarah Lancaster (Shelley)
  - Rodney Scott (Will Krudski)
  - Julie Bowen (Gwen)
- Résumé détaillé :

Jen est jalouse de l’amitié d’Henry avec la serveuse Shelley au restaurant de Gail. Tandis que Dawson, Joey, Andie, Pacey et Will Krudski passent les vacances chez la tante de Gwen, où Pacey et Joey cachent leurs sentiments à Dawson.

#### Épisode 20: Une journée sans fin
- Titre original : The longest day
- Numéro de production : 55(3-20)
- Code de production : 320
- Première diffusion :
  - États-Unis : 03 mai 2000
  - France : 04 février 2001
  - Québec:4 novembre 2000
- Réalisation : Perry Lang
- Scénario : Gina Fattore
- Audiences  États-Unis:3,86 millions de téléspectateurs (première diffusion)
- Résumé détaillé :

Cet épisode s’inspire du film Go, où Pacey et Joey qui cachent leurs relations à Dawson se font découvrir par celui-ci. On assiste à plusieurs versions de la même journée, mais en fin de compte Dawson découvre toujours leurs liaisons cachées.

#### Épisode 21: Règlements de compte à ok Capeside
- Titre original : Show me Love
- Numéro de production : 56(3-21)
- Code de production : 321
- Première diffusion :
  - États-Unis : 10 mai 2000
  - France : 11 février 2001
  - Québec:11 novembre 2000
- Réalisation : Morgan J Freeman
- Scénario : Liz Tigelaar et Holly Henderson
- Audiences  États-Unis:4,73 millions de téléspectateurs (première diffusion)
- Résumé détaillé :

C’est bientôt le concours annuel de courses de bateaux. Leery’s Fresh fish le nouveau restaurant de Mitch et Gail sponsorise cette compétition. Tandis qu’Henry et Jen se réconcilient et passent une nuit en amoureux sur le toit du restaurant.

#### Épisode 22: Tenue incorrecte exigée
- Titre original : The Anti-Prom

- Numéro de production : 57(3-22)
- Code de production : 322
- Première diffusion :
  - États-Unis : 17 mai 2000
  - France : 18 février 2001
  - Québec:11 novembre 2000
- Réalisation : Greg Prange
- Scénario : Maggie Friedman
- Audiences  États-Unis:3,93 millions de téléspectateurs (première diffusion)
- Résumé détaillé :

Le groupe organise un bal de promo <<anti-discrimination>> pour sauver l’honneur de Jake. Dawson invite Joey dans l’espoir de la reconquérir’ de même qu’Andy pour Pacey. Mais Joey et Pacey enflamment la piste de danse ce qui refroidit les ardeurs de leurs ex respectifs. Henry passera l’été dans un camp d’entraînement de football mais il n’est pas au courant. Jen le lui en informera ce qui sera la cause de leurs ruptures. Gail demande Mitch en mariage.

#### Épisode 23: Mariés à tout prix
- Titre original : True Love
- Numéro de production : 58(3-23)
- Code de production : 323
- Première diffusion :
  - États-Unis : 24 mai 2000
  - France : 25 février 2001
  - Québec:18 novembre 2000
- Réalisation : James Whitmore Jr.
- Scénario : D’après une histoire de Greg Berlanti et Jeffrey Stepakoff, adapté pour la télévision par Tom Kapinos et Gina Fattore.
- Audiences  États-Unis:4,83 millions de téléspectateurs (première diffusion)
- Résumé détaillé :

C’est les préparatifs du prochain mariage de Gail et Mitch, et Dawson est témoin tandis que Joey est choisi comme demoiselle d’honneur. Pacey et Joey s’en vont pour un voyage de trois mois ce qui attriste fortement Dawson de voir son grand amour s’éloigner de lui.

### Audiences aux États-Unis
La troisième saison de Dawson(Dawson’s creek) a réuni 4,39 millions de téléspectateurs américains.
| N Épisode | Titre anglais     | Date de diffusion originale | États-Unis (en millions de téléspectateurs |
| --------- | ----------------- | --------------------------- | ------------------------------------------ |
| 1         | Like a Virgin     | 29 septembre 1999           | 6,05                                       |
| 2         | Homecoming        | 06 octobre 1999             | 5,39                                       |
| 3         | None of the above | 13 octobre 1999             | 5,83                                       |